# Ефект свідка (психологія)
Ефект свідка (ефект Дженовезе) — це психологічний феномен, який полягає в тому, що ймовірність надання допомоги людині, яка потрапила в скрутну ситуацію, зменшується, якщо поруч знаходяться інші свідки. Цей ефект також відомий як дифузія відповідальності, оскільки присутність інших людей призводить до того, що кожен із свідків покладає відповідальність за втручання на інших. Ефект свідка є важливим поняттям у соціальній психології та часто вивчається у контексті просоціальної поведінки.

## Історія відкриття
Ефект свідка отримав свою назву після трагічного випадку, що стався у Нью-Йорку 13 березня 1964 року. Кітті Дженовезе, молода жінка, була жорстоко вбита біля свого будинку. За даними газетних публікацій, напад тривав понад півгодини, і за цей час на місці події перебували численні свідки, але жоден з них не втрутився або не викликав поліцію. Пізніше з'ясувалося, що деякі свідки все ж таки намагалися допомогти або повідомили про інцидент, але історія стала символом байдужості в суспільстві.
Цей випадок привернув увагу психологів Джона Дарлі та Бібба Латане, які почали досліджувати, чому люди часто не надають допомоги в екстрених ситуаціях, коли поруч є інші. Їхні експерименти показали, що наявність інших свідків значно знижує ймовірність втручання.
У типовому експерименті учасник був сам, або серед групи інших учасників. Інсценується надзвичайна ситуація, і дослідники вимірюють, скільки часу потрібно учасникам для втручання, якщо вони втручаються. Ці експерименти виявили, що присутність інших людей перешкоджає наданню допомоги, часто значною мірою. Наприклад, Бібб Латане та Джудіт Родін (1969) поставили експеримент із жінкою в біді, де піддослідні були або самі, з другом або незнайомцем. 70 відсотків людей поодинці покликали або пішли допомогти жінці після того, як вони вважали, що вона впала й поранилася, але в парі з незнайомцем лише 40 відсотків запропонували допомогу.

## Механізми ефекту свідка
Ефект свідка пояснюється кількома психологічними механізмами:
Дифузія відповідальності
Коли навколо є інші люди, індивід відчуває меншу особисту відповідальність за втручання. Він вважає, що хтось інший обов'язково допоможе, і тому не діє.
Соціальний вплив
Люди часто орієнтуються на поведінку інших, щоб визначити, чи є ситуація дійсно екстреною. Якщо ніхто не реагує, індивід може вирішити, що допомога не потрібна.
Страх осуду
Люди можуть боятися втручатися через страх зробити щось неправильно або виглядати некомпетентно в очах оточуючих.

## Наслідки та значення
Ефект свідка має важливі наслідки для суспільства. Він пояснює, чому в екстрених ситуаціях, таких як дорожні пригоди, злочини або медичні надзвичайні події, люди часто не надають допомоги. Цей феномен також підкреслює важливість освіти та підвищення обізнаності про просоціальну поведінку.
Щоб протидіяти ефекту свідка, психологи рекомендують: 
Навчати людей брати на себе ініціативу в екстрених ситуаціях.
Чітко звертатися до конкретних людей за допомогою (наприклад, вказати на когось і сказати: «Ви, у червоній сорочці, викличте швидку!»).
Підвищувати обізнаність про цей феномен, щоб люди усвідомлювали свої реакції.

## Критика
Хоча ефект свідка є широко визнаним феноменом, історія Кітті Дженовезе була дещо спрощена в ЗМІ. Пізніші дослідження показали, що деякі свідки все ж таки намагалися допомогти, але їхні дії не були ефективними. Крім того, ефект свідка не завжди проявляється: у малих громадах або в ситуаціях, де люди знають один одного, ймовірність втручання може бути вищою.
Філпот та ін. (2019) дослідили понад 200 наборів відеозаписів реального життя зі Сполученого Королівства, Нідерландів та Південної Африки, щоб відповісти на «найактуальніше питання для справжніх публічних жертв»: чи буде допомога взагалі. Вони виявили, що втручання було нормою, і в понад 90 % випадків один або кілька перехожих втручалися, щоб надати допомогу. Збільшення кількості спостерігачів збільшило ймовірність того, що хтось втрутиться.